# International Softball Federation
International Softball Federation (ISF) var det internationella idrottsförbundet för softboll från dess bildande 1952 till dess sammanslagning med International Baseball Federation (IBAF) 2013, då den nya organisationen World Baseball Softball Confederation (WBSC) bildades.
Huvudkontoret fanns i Plant City i Florida i USA.
ISF var ansvarigt för ett stort antal turneringar, däribland softboll vid olympiska sommarspelen, Världsmästerskapet i softboll för damer och Världsmästerskapet i softboll för herrar. Ansvaret för dessa turneringar har numera tagits över av WBSC.